# 温州银行
温州银行是中国浙江省温州市的一家区域性股份制商业银行。目前，温州银行在上海、宁波、衢州、杭州、丽水等地开设有分支机构。

## 历史
1998年12月17日，由温州市人民政府牵头，温州市区29家城市信用社和6家金融服务社整合成立温州商业银行。成立时资产约为42亿人民币，网点95个，员工1986人。
2007年12月17日，温州市商业银行改建为温州银行，此时注册资本2.9亿元。
2010年5月，设立上海分行，是其第一家跨省区分行。